# Grue antigone
Antigone antigone
Espèce
Statut de conservation UICN

 VU A2cde+3cde+4cde : Vulnérable
Statut CITES
Synonymes
- Ardea antigone Linnaeus, 1758
- Grus sharpei

La Grue antigone (Antigone antigone) est une espèce de grands échassiers de la famille des gruidés.

## Description
La grue antigone mesure de 142 à 176 cm de long et son envergure est de 227 à 280 cm. Les différentes références divergent quant aux variations de son poids, mais les plus extrêmes vont de 5 à 12 kg, plus communément de 7 à 10. C'est la plus grande des grues et elle est considérée comme le plus grand oiseau du monde capable de voler,.C'est un oiseau planeur.

C'est un échassier diurne aux longues jambes très fines qui se terminent par des pieds ayant en avant trois doigts longs et à l’arrière un doigt plus court, ce  qui ne lui permet pas de se percher sur les arbres.

Elle dort debout, immobile, vivant près des zones humides découvertes où elle cherche sa nourriture.
 
Son plumage est en nuances de gris sur le corps ; au niveau des ailes les longues tertiaires externes sont très claires mais les plumes du bout des ailes plus foncé, avec la tête et le haut du cou recouverts d'une peau presque nue rouge brique et la partie supérieure de la tête et le tour des oreilles sont emplumés de couleur gris clair. Chez les sujets plus âgés, la gorge et le haut du cou sont tapissés de plumes éparses noires. 

Ses iris sont orange à brun clair.

Son bec est du même gris clair que le haut de sa tête et dans son prolongement, nuancé de brun.
 
Les jeunes grues sont plus petites, leur tête et leur cou sont totalement emplumés de couleur brun clair.
 
Mâles et femelles sont difficiles à distinguer, même lorsqu'ils sont en couple, mais les femelles sont un peu plus petites que les mâles,, ,.
La grue antigone est classée comme une espèce vulnérable et figure sur la liste rouge de l’UICN.

## Répartition

Carte de répartition de l'espèce

On la trouve dans une partie de l'Asie du Sud et du Sud-Est au Pakistan, au Népal, au nord de l'Inde, au sud de la Chine, en Birmanie, au Cambodge, ainsi qu'au nord de l'Australie, principalement au Queensland.
Un recensement fait en 2009 a dénombré entre 15 et 20 000 individus matures, ce qui représente un chiffre assez réduit compte-tenu de la taille immense de l'aire de distribution.
Les populations du sud-est asiatique ont été décimées et ne comptent plus que 1 500 oiseaux dont les populations sont très fragmentées. Un programme de protection des nids a été mis en place en particulier au Cambodge.

## Habitat
Cet oiseau vit dans les régions humides découvertes et est très attaché au site de nidification.

## Alimentation
La grue antigone est omnivore et son régime alimentaire est constitué d'une grande variété de ressources : des végétaux (tubercules de laîches ou d'autres plantes aquatiques, de touffes d'herbes, de noix de terre, de déchets provenant des rizières ou d'autres sortes de graines) et la partie protéique de son alimentation est constituée de vers, d'escargots, de crustacés, d'insectes, de petits rongeurs.

## Reproduction
Pour sa reproduction la grue migre vers des zones de forêt tropicale relativement proches, par exemple la grue antigone du Cambodge ne se déplace que vers les provinces de forêt de Preah Vihear, Ratanakiri et Mondulkiri.

Au moment des parades nuptiales, les grues antigone dansent souvent en effectuant de petits sauts et en décrivant des cercles. Leur cri peut être très fort et se faire entendre à plusieurs kilomètres à la ronde.

Sur toute l'étendue de son aire de répartition, la période de reproduction coïncide avec la saison humide auquel correspond le paroxysme dans les pontes, approximativement et selon les régions de juin à octobre. Toutefois, la grue antigone niche tous les mois de l'année, excepté en mai et juin.

Le nid est construit avec les plantes aquatiques ou d'autres végétaux disponibles.
 
Dans le nord de l'Inde, elle choisit les grandes étendues humides, mais aussi les plans d'eau artificiels tels que barrages et réservoirs de village. Dans le sud-est de l'Asie, elle préfère les zones humides isolées ou les pièces d'eau qui subsistent après les inondations.

La ponte contient habituellement 2 œufs, parfois 3, qui sont couvés pendant un peu plus d'un mois (31-34 jours). Les poussins sont couverts d'un duvet brun jaunâtre avec 2 lignes brun foncé sur le bas du dos, du blanc sur la poitrine et à la base des ailes. Leur séjour au nid peut se prolonger jusqu'à 100 jours.
 
La maturité sexuelle est atteinte entre 2 et 3 ans.

## Systématique
L'espèce a été décrite  par le naturaliste suédois Carl von Linné en 1758 sous le nom initial d'Ardea antigone.

### Synonymie
- Ardea antigone Linné, 1758 protonyme
- Grus sharpei

### Sous-espèces
D'après Alan P. Peterson, 3 sous-espèces ont été décrites :
- Grus antigone antigone (Linnaeus) 1758
- Grus antigone gillae Schodde, Blackman, & Haffenden 1989
- Grus antigone sharpii Blanford 1895

## Galerie

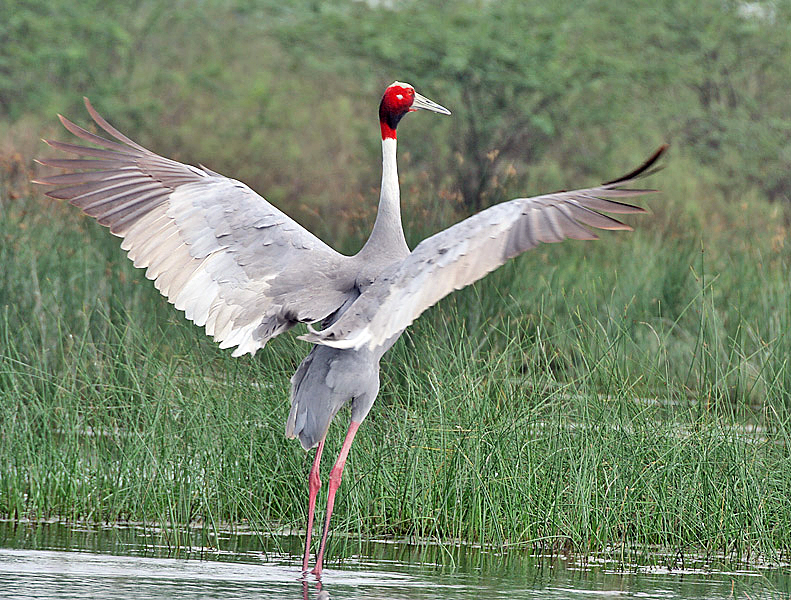
Hodal, Inde.
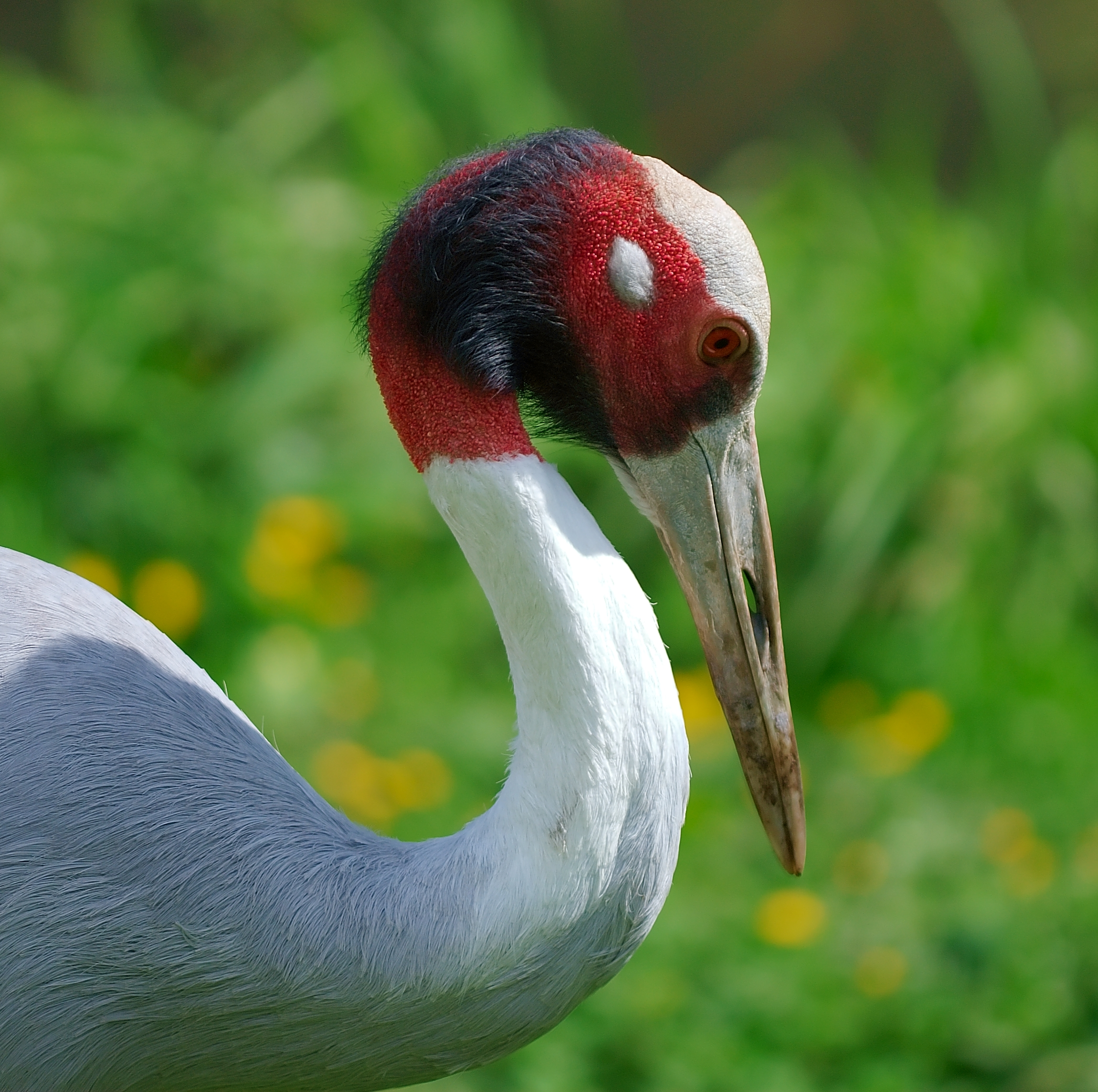
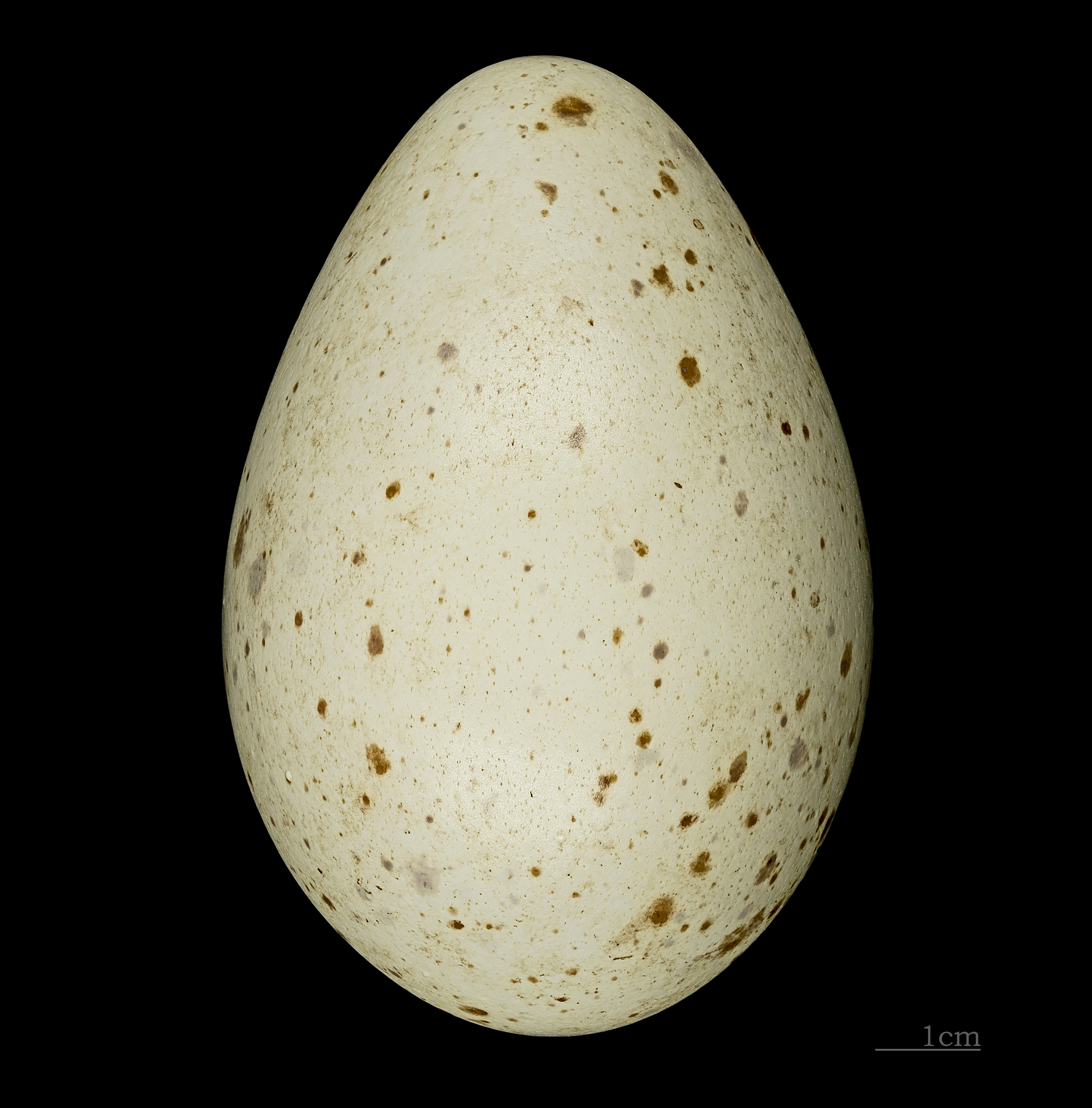
Œuf de Grue antigone Muséum de Toulouse